# Szent-Iványi Domokos
Iklód-szentiványi és gálfalvi Szent-Iványi Domokos (Budapest, 1898. április 28. – Heidelberg, 1980. július 19.) magyar diplomata, a második világháború alatti Magyarország egyik meghatározó alakja.

## Családja és származása
Az ősrégi nemesi származású iklód-szentiványi és gálfalvi Szent-Iványi család sarja. Apja iklód-szentiványi és gálfalvi Szent-Iványi Gábor (1864–1910), anyja zólyomi Wagner Hortense (1865–1932) volt. Az apai nagyszülei iklód-szentiványi és gálfalvi Szent-Iványi Kálmán (1839–1916), Maros-Torda vármegye alispánja, és országgyűlési képviselő, magyar királyi határ-rendőrségi tanácsos, az orsovai határszéli rendőrség vezetője, és tompati Botos Katalin (1843–1904) voltak. Az anyai nagyszülei zólyomi Wagner József (1838–1922), budapesti bérháztulajdonos, és ivánfalvi Patrubány Berta (1839–1905) voltak.

## Házasságai
Első feleségét, dr. Henter Margit (1895–1968) asszonyt, 1965-ben vette el Budapesten, azonban hamarosan elhunyt. Hamarosan elvette a nála jóval fiatalabb második nejét, a polgári származású Pongrác Ágnest, akinek a szülei dr. Pongrácz Endre (1919–1997), vaskúti seborvos, és Koncz Ella (1921–1995) voltak. Az apai nagyszülei dr. Pongrácz Ernő (1882–1972) seborvos, és Novák Ida voltak; dr. Pográcz Ernő eredetileg a "Potucsek" név alatt született Potucsek Antal és Bajnovics Mária gyermekeként. Dr. Potucsek Ernő magyardiószegi illetőségű ugyan-ottani lakos saját, valamint Zoltán nevű kiskorú gyermeke családi nevének "Pongrácz"-ra kért átváltoztatása az 1915-ben a belügyminisztérium engedte meg. Egyik nejétől sem született gyermeke Szent-Iványi Domokosnak.

## Élete
A Pázmány Péter Tudományegyetemen Jog-és Államtudományi Karán végzett. Gróf Teleki Pál tanársegéde lett, aki diplomáciai pályára irányította. A Sorbonne-on és a Collège de France-ban képezte tovább magát. Kitüntetéssel vizsgázott az École des Sciences Politiques diplomáciai osztályán. 1927 és 1935 között az USA-ban és Kanadában követségi tanácsos volt. 1938 szeptemberétől Teleki az Amerikai Egyesült Államokba küldte, hogy tanulmányozza az USA állásfoglalását egy esetleges háborús konfliktus esetén. Szent-Iványi előre látta, hogy Németország elveszti a háborút és a Szovjetunió ezáltal befolyása alá vonja a kelet- és közép-európai országokat. Teleki Pál egy diplomáciai tájékoztató osztályt állított fel, melynek ő lett a főnöke. Ebben az időben írta meg Csonka-Magyarország külpolitikájáról szóló könyvét.
Az 1944. március 19-e után, a német megszállást követően létrehozta a Magyar Függetlenségi Mozgalom (MFM) nevű szervezetet, amely a legeredményesebb ellenálló mozgalom volt. A Magyar Közösség titkos szervezeteire támaszkodva irányította Ifjabb Horthy Miklós ún. kiugrási irodáját. Az ő megbízottja volt Koszorús Ferenc ezredes, aki katonáival megakadályozta a budapesti zsidók deportálását. Soos Géza római szövetségi tanácsos az MFM megbízásából szervezte meg az Auschwitz-jegyzőkönyvet és juttatta el Horthy Miklós kormányzóhoz és Serédi Jusztinián bíboros-hercegprímáshoz. Ő készítette elő a Sztójay-kormány leváltását, valamint a Faragho Gábor-vezette fegyverszüneti bizottság tagjaként ő készítette elő az 1944. október 11-én aláírt fegyverszüneti egyezményt.
1944 decemberében az Ideiglenes Nemzeti Kormányban a külügyminiszteri tárcát ajánlottak fel neki, amelyet azonban visszautasított. 1946-ban az ÁVH a Magyar Közösség tagjaként letartóztatta, megverték, majd az első Magyar Közösség-perben a Jankó Péter által elnökölt népbíróság 15 évi kényszermunkára ítélte. 1956. október 26-án, a forradalom alatt szabadult ki, ezt követően 1957-től nyelvtanításból élt. 1972-ben az NSZK-ban telepedett le, ahol megírta emlékiratait. A halál is ott érte, 1980. július 19-én.